# NHL 18
NHL 18 — двадцать седьмая игра серии NHL, созданная разработчиками EA Canada и изданная EA Sports. Игра была выпущена для консолей восьмого поколения PlayStation 4 и Xbox One 15 сентября 2017 года.

## Игровой процесс
Разработчики доработали систему Skill Stick благодаря чему хоккеисты научились новым более сложным трюкам. Теперь игрок управляет клюшкой хоккеиста в полной мере.
Со вступлением в Национальную хоккейную лигу клуба «Вегас Голден Найтс», он также появился и в игре. Также появилась возможность собрать собственную, 32-ю, команду, основываясь на правилах драфта. Причём создать её можно полностью с нуля. В остальном в режиме франшизы изменений нет.
Режим Be a Pro мало изменился. Добавили возможность запросить трансфер.

## Нововведения игры
Главным нововведением игры оказался режим NHL Threes. Новый развлекательный режим привносит в игру веселье и дружелюбно обходится с новичками.
NHL Threes — это настоящая аркада, которая даже не является профессиональным спортом. Можно играть в одиночку, в онлайне или в локальном кооперативе.
Режим хорошо подходит для игры с друзьями на вечеринке. Здесь на лёд выходит всего четыре игрока, включая вратаря, так что получается 3х3. Размеры площадки меньше. А главное, можно отключить любые правила.
В режиме добавили уникальные презентации, яркую пиротехнику.

## Отзывы
| Сводный рейтинг | Сводный рейтинг | Сводный рейтинг |
| Издание         | Оценка          | Оценка          |
| Издание         | PS4             | Xbox One        |
| --------------- | --------------- | --------------- |
| GameRankings    | 77,06 %         | 79,25 %         |